# Vádi el-Haját tartomány
Vádi el-Haját tartomány (arabul شعبية وادي الحياة [Šaʿbiyyat Wādī al-Ḥayāt]) Líbia huszonkét tartományának egyike. A történelmi Fezzán régióban, az ország délnyugati részén fekszik: északon Vádi es-Sáti tartomány, keleten Szabha tartomány, délen Murzuk tartomány, nyugaton pedig Gát tartomány határolja. Székhelye Aubári városa. Lakossága a 2006-os népszámlálás adatai szerint 76 858 fő.

## Fordítás
Ez a szócikk részben vagy egészben  a   Libyen#Verwaltungsgliederung című német Wikipédia-szócikk ezen változatának fordításán alapul.  Az eredeti cikk szerkesztőit annak laptörténete sorolja fel. Ez a jelzés csupán a megfogalmazás eredetét és a szerzői jogokat jelzi, nem szolgál a cikkben szereplő információk forrásmegjelöléseként.